# Association sportive des cheminots havrais
« ASCH » redirige ici. Pour les autres significations, voir Asch.
 (septembre 2016).
L'Association Sportive des Cheminots Havrais est un club d'athlétisme de Haute-Normandie basé au Havre.
L'ASCH comporte aussi une section football, une section basket ball, et une section natation.
La section athlétisme fut créée en 1948.

## Historique
- 1964 : Christiane Cadic participe aux Jeux olympiques d'Eté à Tokyo sur 100 m.
- 1966 : Bernard Hébert est sacré champion d'Europe junior à Odessa sur 800 m.
- 1970 : Jean-Paul Dubuisson obtient la médaille d'argent sur 200 m et le bronze sur 100 m aux championnats d'Europe junior à Colombes.
- 2003 : L'ASCH est récompensée par la Fédération française d'athlétisme comme 2e meilleur club français de moins de 100 athlètes.

## Jumelages
- Oxford University Cross-Country Club
- Universidad Politécnica de Nicaragua
- Hercules Wimbledon Athletic Club